# Fipronil
Fipronil je relativně nový pesticid (širokospektrální insekticid), který byl vyvinut v 80. letech 20. století a na trhu je až od roku 1993. Je vysoce toxický pro včely (LD50 5,9 ng/včelu) a podle českých výzkumů byl v roce 2002 hlavní příčinou toxikóz. Narušuje centrální nervový systém (CNS) hmyzu tím, že blokuje průchod chloridových iontů specifickými receptory kyseliny gama-aminomáselné v nervovém systému hmyzu.
Evropská unie v rámci direktivy o autorizaci pesticidů 91/414/EEC zkoumá možnost zařadit fipronil v na tzv. pozitivní seznam látek, které by měly členské státy autorizovat. Pro tento proces bude klíčové doporučení expertů Stálého výboru pro potravní řetězec a zdraví zvířat (Standing Committee on the Food Chain & Animal Health), které je s napětím očekáváno.

## Toxicita fipronilu pro savce
Smrtelná dávka (LD50 - způsobí smrtelnou otravu u 50% jedinců) je 97 mg/kg u krys a 95 mg/kg u myší při požití. Při otravě průnikem přes kůži je LD50 u krys 354 mg/kg, přičemž kůží proniká jen asi 1% látky se kterou je 24 hodin ve styku. Vdechnutí může způsobit třes nebo i křeče. Dráždí oči.
Důsledky chronické otravy: U laboratorních krys, kterým byl fipronil podáván 52 týdnů, byly zaznamenány změny v produkci hormonů štítné žlázy, zvětšení jater a poškození ledvin.Byly také pozorovány záchvatové stavy včetně následného úmrtí.

### Kontaminované slepičí vejce a sušenky (2017)
V roce 2017 bylo kvůli výskytu fipronilu staženo z belgického, německého a nizozemského trhu několik miliónů kontaminovaných slepičích vajec. Fipronil byl v témže měsíci objeven i ve vejcích na Slovensku. Jako jedna z příčin byla uváděna použitá dezinfekce belgického dodavatele, který ji dodal kontaminovanou fipronilem dotčené drůbežárně.
Podezření na fipronil se objevilo v případě sušenek Zlaté věnečky žloutkové společnosti Mondelez Czech Republic, jež byly určeny výhradně pro český a slovenský trh. Česká Státní zemědělská a potravinářská inspekce však následně nadlimitní přítomnost tohoto kontaminantu nepotvrdila.

### Stabilita při kontaminaci potravin
Podle současných znalostí nemá tepelná úprava (např. vaření či pečení při teplotě až 120 °C po dobu 20 minut) podstatný vliv na snížení obsahu fipronilu. Jeho obsah tedy bude stejný v tepelně neopracovaném i opracovaném produktu.